# Game Developers Choice Awards
I Game Developers Choice Awards sono premi che vengono annualmente assegnati durante la Game Developers Conference per premiare l'eccellenza nell'industria dei videogiochi. Introdotti nel 2001, i Game Developers Choice Awards sono stati preceduti dal 1997 al 1999 dagli Spotlight Awards.

## Candidatura e votazione
Nel 2007, gamasutra.com rilevò la gestione del premio dalla IGDA.
Un gruppo di consiglieri scelti dai redattori del sito gamasutra.com e della rivista Game Developer gestisce il processo di selezione.
Le nomination vengono accettate dagli utenti registrati su gamasutra.com che sono confermati dagli organizzatori del premio come sviluppatori di videogiochi e dal gruppo di consiglieri. Una volta completato il processo di selezione, il gruppo di consiglieri seleziona cinque finalisti per ogni categoria normale.
I candidati a ricevere i premi "Lifetime Achievement", "First Penguin" ("Pioneer" dal 2007) e "Maverick" vengono scelti dal gruppo di consiglieri. Per gli altri premi viene tenuto una votazione aperta a tutti i partecipanti al processo di selezione.

## Lista dei vincitori
Nota: L'anno nella lista corrisponde all'anno a cui fa riferimento il premio (ad esempio: l'anno di uscita del gioco vincitore). La cerimonia di premiazione è solitamente tenuta all'inizio dell'anno successivo.

### Gioco dell'Anno
Il premio di "Gioco dell'Anno" (Game of the Year) viene assegnato al gioco riconosciuto come globalmente il migliore nell'anno precedente, così come scelto dai membri della Game Developers Association. Dal 2005 al 2007, il premio è stato anche conosciuto come "Miglior gioco".
| Anno | Gioco                                   | Genere             | Piattaforma                                                         | Sviluppatore           |
| ---- | --------------------------------------- | ------------------ | ------------------------------------------------------------------- | ---------------------- |
| 2000 | The Sims                                | Simulatore di vita | Mac OS, Microsoft Windows                                           | Maxis                  |
| 2001 | Grand Theft Auto III                    | Avventura dinamica | Microsoft Windows, PlayStation 2                                    | DMA Design             |
| 2002 | Metroid Prime                           | Avventura dinamica | GameCube                                                            | Retro Studios          |
| 2003 | Star Wars: Knights of the Old Republic  | Gioco di ruolo     | Microsoft Windows, Xbox                                             | BioWare                |
| 2004 | Half-Life 2                             | FPS                | Microsoft Windows                                                   | Valve Corporation      |
| 2005 | Shadow of the Colossus                  | Avventura dinamica | PlayStation 2                                                       | Team Ico               |
| 2006 | Gears of War                            | TPS                | Xbox 360                                                            | Epic Games             |
| 2007 | Portal                                  | Puzzle-Platform    | Microsoft Windows, PlayStation 3, Xbox 360                          | Valve Corporation      |
| 2008 | Fallout 3                               | Action RPG         | Microsoft Windows, PlayStation 3, Xbox 360                          | Bethesda Game Studios  |
| 2009 | Uncharted 2: Among Thieves              | Avventura dinamica | PlayStation 3                                                       | Naughty Dog            |
| 2010 | Red Dead Redemption                     | Avventura dinamica | PlayStation 3, Xbox 360                                             | Rockstar San Diego     |
| 2011 | The Elder Scrolls V: Skyrim             | Action RPG         | Microsoft Windows, PlayStation 3, Xbox 360                          | Bethesda Game Studios  |
| 2012 | Journey                                 | Avventura          | PlayStation 3                                                       | Thatgamecompany        |
| 2013 | The Last of Us                          | Avventura dinamica | PlayStation 3                                                       | Naughty Dog            |
| 2014 | La Terra di Mezzo: L'ombra di Mordor    | Avventura dinamica | Microsoft Windows, PlayStation 3, PlayStation 4, Xbox 360, Xbox One | Monolith Productions   |
| 2015 | The Witcher 3: Wild Hunt                | Action RPG         | Microsoft Windows, PlayStation 4, Xbox One                          | CD Projekt RED         |
| 2016 | Overwatch                               | FPS                | Microsoft Windows, PlayStation 4, Xbox One                          | Blizzard Entertainment |
| 2017 | The Legend of Zelda: Breath of the Wild | Avventura dinamica | Nintendo Switch, Wii U                                              | Nintendo               |
| 2018 | God of War                              | Avventura dinamica | PlayStation 4                                                       | Santa Monica Studio    |

### Miglior Audio
Il premio per "Miglior Audio" (Best Audio) premia l'eccellenza dell'audio in un gioco, inclusi effetti sonori, composizioni musicali, progetto del suono e composizione orchestrale.
- 2000: Diablo II
- 2001: Halo: Combat Evolved
- 2002: Medal of Honor: Allied Assault
- 2003: Call of Duty
- 2004: Halo 2
- 2005: Guitar Hero
- 2006: Guitar Hero II
- 2007: BioShock
- 2008: Dead Space
- 2009: Uncharted 2: Among Thieves
- 2010: Red Dead Redemption
- 2011: Portal 2
- 2012: Journey
- 2013: BioShock Infinite
- 2014: Alien: Isolation
- 2015: Crypt of the NecroDancer
- 2016: Inside[21]
- 2017: The Legend of Zelda: Breath of the Wild[22]
- 2018:  Celeste[23]

### Miglior Debutto
Il premio per "Miglior Debutto" (Best Debut) premia il miglior gioco di debutto di uno studio, pubblicato nel precedente anno di calendario. Questo era formalmente conosciuto come il New Studio of the Year Award fino al 2008 in cui veniva assegnato al nome dello studio piuttosto che al titolo del gioco.
- 2000: Valve Corporation / Minh Le / Jess Cliffe (per Counter-Strike)
- 2001: Bohemia Interactive (per Operation Flashpoint: Cold War Crisis)
- 2002: Retro Studios (per Metroid Prime)
- 2003: Infinity Ward (per Call of Duty)
- 2004: Crytek (per Far Cry)
- 2005: Double Fine Productions (per Psychonauts)
- 2006: Iron Lore Entertainment (per Titan Quest)
- 2007: Realtime Worlds / Microsoft Game Studios (per Crackdown)
- 2008: Media Molecule (per LittleBigPlanet)
- 2009: Runic Games (per Torchlight)
- 2010: Mojang (per Minecraft)
- 2011: Supergiant Games (per Bastion)
- 2012: Subset Games (per FTL: Faster Than Light)
- 2013: The Fullbright Company (for Gone Home)
- 2014: Stoic Studio (per The Banner Saga)
- 2015: Moon Studios (per Ori and the Blind Forest)
- 2016: Campo Santo (per Firewatch)[21]
- 2017: Studio MDHR (per Cuphead)[22]
- 2018: Mountains (per Florence)[23]

### Miglior Design
Il premio per "Miglior Design" (Best Design) premia l'eccellenza globale nel progetto di un gioco, inclusa la giocabilità, le meccaniche, indovinelli, bilancio di gioco e scenari.
- 2000: Deus Ex
- 2001: Grand Theft Auto III
- 2002: Battlefield 1942
- 2003: Prince of Persia: The Sands of Time
- 2004: Katamari Damacy
- 2005: Shadow of the Colossus
- 2006: Wii Sports
- 2007: Portal
- 2008: LittleBigPlanet
- 2009: Batman: Arkham Asylum
- 2010: Red Dead Redemption
- 2011: Portal 2
- 2012: Journey
- 2013: The Last of Us
- 2014: Hearthstone: Heroes of Warcraft
- 2015: Rocket League
- 2016: Overwatch[21]
- 2017: The Legend of Zelda: Breath of the Wild[22]
- 2018: Into the Breach[23]

### Miglior gioco mobile/portatile
Il premio di "Miglior gioco mobile/portatile" (Best Mobile/Handheld Game) premia il miglior gioco pubblicato commercialmente su dispositivi portatili.
- 2007: The Legend of Zelda: Phantom Hourglass
- 2008: God of War: Chains of Olympus
- 2009: Scribblenauts
- 2010: Cut the Rope
- 2011: Superbrothers: Sword & Sworcery EP
- 2012: The Room
- 2013: The Legend of Zelda: A Link Between Worlds
- 2014: Monument Valley
- 2015: Her Story
- 2016: Pokémon Go[21]
- 2017: Gorogoa[22]
- 2018: Florence[23]

### Premio per l'Innovazione
Il "Premio per l'innovazione" (Innovation Award) premia giochi che dimostrano innovazione ed espandono i limiti dei giochi come mezzo espressivo. Ogni anno può essere assegnato a più di un gioco.
- 2000: Counter-Strike; Crazy Taxi; Deus Ex; Jet Grind Radio; No One Lives Forever
- 2001: Black and White; Grand Theft Auto III;  ICO; Majestic; Rez
- 2002: Animal Crossing; Battlefield 1942; Medal of Honor: Allied Assault; The Thing
- 2003: EyeToy: Play; Viewtiful Joe; WarioWare, Inc: Minigame Mania
- 2004: Donkey Konga; I Love Bees; Katamari Damacy
- 2005: Nintendogs; Guitar Hero
- 2006: Line Rider; Ōkami; Wii Sports
- 2007: Portal
- 2008: LittleBigPlanet
- 2009: Scribblenauts
- 2011: Minecraft
- 2012: Journey
- 2013: Papers, Please
- 2014: Monument Valley
- 2015: Her Story
- 2016: No Man's Sky[21]
- 2017: Gorogoa[22]
- 2018: Nintendo Labo[23]

### Miglior Narrativa
Il premio per "Miglior Narrativa" (Best Narrative) premia la qualità nella scrittura di un gioco, inclusa la costruzione della trama i dialoghi e le narrative a bivi.
- 2002: Tom Clancy's Splinter Cell
- 2003: Star Wars: Knights of the Old Republic
- 2004: Half-Life 2
- 2005: Psychonauts
- 2006: The Legend of Zelda: Twilight Princess
- 2007: BioShock
- 2008: Fallout 3
- 2009: Uncharted 2: Among Thieves
- 2010: Mass Effect 2
- 2011: Portal 2
- 2012: The Walking Dead
- 2013: The Last of Us
- 2014: Kentucky Route Zero: Episode 3
- 2015: Her Story
- 2016: Firewatch[21]
- 2017: What Remains of Edith Finch[22]
- 2018: Return of the Obra Dinn[23]

### Miglior Tecnologia
Il premio per "Miglior Tecnologia" (Best Technology) premia l'eccellenza globale di un gioco, inclusa la programmazione, l'intelligenza artificiale, connessioni in rete e fisica.
- 2004: Half-Life 2
- 2005: Nintendogs
- 2006: Gears of War
- 2007: Crysis
- 2008: LittleBigPlanet
- 2009: Uncharted 2: Among Thieves
- 2010: Red Dead Redemption
- 2011: Battlefield 3
- 2012: Far Cry 3
- 2013: Grand Theft Auto V
- 2014: Destiny
- 2015: The Witcher 3: Wild Hunt
- 2016: Uncharted 4: A Thief's End[21]
- 2017: Horizon Zero Dawn[22]
- 2018: Red Dead Redemption 2[23]

### Miglior stile artistico
Il premio per "Miglior stile artistico" (Best Visual Art) premia l'eccellenza globale nell'arte visuale di un gioco, inclusa animazione, modellazione, direzione artistica e texture.
- 2000: Jet Grind Radio
- 2001: ICO
- 2002: Kingdom Hearts
- 2003: The Legend of Zelda: The Wind Waker
- 2004: World of Warcraft
- 2005: Shadow of the Colossus
- 2006: Gears of War
- 2007: BioShock
- 2008: Prince of Persia
- 2009: Uncharted 2: Among Thieves
- 2010: Limbo
- 2011: Uncharted 3: Drake's Deception
- 2012: Journey
- 2013: BioShock Infinite
- 2014: Monument Valley
- 2015: Ori and the Blind Forest
- 2016: Inside[21]
- 2017: Cuphead[21]
- 2018: Gris[23]

### Miglior gioco VR/AR
- 2016: Job Simulator: The 2050 Archives[21]
- 2017: Superhot
- 2018: Beat Saber[23]

## Premi speciali
Nota: L'anno nella lista corrisponde all'anno a cui fa riferimento il premio (ad esempio: l'anno di uscita del gioco vincitore). La cerimonia di premiazione è solitamente tenuta all'inizio dell'anno successivo.

### Audience Award
L'Audience Award viene assegnato in seguito alla votazione da parte del pubblico per il miglior gioco dell'anno.
- 2012: Dishonored
- 2013: Kerbal Space Program
- 2014: Elite: Dangerous
- 2015: Life Is Strange
- 2016: Battlefield 1[21]
- 2017: Nier: Automata[21]
- 2018: Beat Saber[23]

### Pioneer Award
Precedentemente chiamato First Penguin Award fino al 2007, il "Pioneer Award" premia gli individui che hanno fatto un passo avanti nello sviluppo di una tecnologia, della concezione del gioco o di una modalità di gioco.
- 2000: Chip Morningstar e Randy Farmer (creatori di Habitat, di LucasArts)
- 2001: Hubert Chardot ("for his risk-taking work on Alone in the Dark")
- 2002: David Crane, Larry Kaplan, Jim Levy, Alan Miller, Bob Whitehead (fondatori di Activision)
- 2003: Masaya Matsuura (fondatore di NanaOn-Sha, pioniere dell'integrazione tra musica e videogiochi)
- 2004: Richard Bartle (co-creatore di MUD, antenato degli MMO)
- 2005: Don Woods, Will Crowther (creatori del text game Adventure)
- 2006: Alexey Pajitnov (creatore di Tetris)
- 2007: Ralph Baer (inventore di Magnavox Odyssey)
- 2008: Alex Rigopulos e Eran Egozy (fondatori di Harmonix)
- 2009: Gabe Newell (fondatore di Valve Corporation)
- 2010: Yu Suzuki
- 2011: Dave Theurer
- 2012: Steve Russell (creatore di Spacewar!)
- 2013: Brandon Beck and Marc Merrill (creatore di Riot Games)[24]
- 2014: David Braben (fondatore di Frontier Developments, co-creatore della serie Elite)
- 2015: Markus Persson (creatore di Minecraft)
- 2016: Jordan Mechner (creatore di Prince of Persia)[21]
- 2017: Non assegnato
- 2018: Rieko Kodama (grafico/regista/produttore di molti titoli Sega)[23]

I Game Developers Choice Awards aveva annunciato la loro intenzione di assegnare a Nolan Bushnell (co-fondatore di Atari) il Pioneer Award 2017. Tuttavia, sull'onda del movimento Me Too molte persone hanno chiesto a GDC di riconsiderare la loro decisione in seguito ad alcune documentate attività sessuali nel passato di Bushnell. GDC ha quindi deciso di non assegnare il Pioneer Award e di "dedicare il premio di questo anno al voler onorare le inascoltate e pionieristiche voci del passato".

### Ambassador Award
Precedentemente conosciuto come "IGDA Award For Community Contribution" fino al 2008, l'"Ambassador Award" è assegnato coloro che hanno aiutato i videogiochi ad "avanzare ad uno stato migliore" entro o al di fuori dell'industria.
- 2000: John Carmack
- 2001: Jeff Lander
- 2002: Doug Church (Eidos Interactive)
- 2003: Ray Muzyka e Greg Zeschuk
- 2004: Sheri Graner Ray
- 2005: Chris Hecker
- 2006: George Sanger
- 2007: Jason Della Rocca
- 2008: Tommy Tallarico
- 2009: Jerry Holkins, Mike Krahulik e Robert Khoo
- 2010: Tim Brengle e Ian Mackenzie (organizzatori del programma di volontari della Game Developers Conference per oltre 20 anni)[30]
- 2011: Kenneth Doroshow e Paul M. Smith (gli avvocati in Brown v. Entertainment Merchants Association che si schierarono a favore della Entertainment Merchants Association all'interno della Corte suprema degli Stati Uniti d'America.)
- 2012: Chris Melissinos (Sun Microsystems)
- 2013: Anita Sarkeesian (Feminist Frequency)[24]
- 2014: Brenda Romero
- 2015: Tracy Fullerton
- 2016: Mark DeLoura[21]
- 2017: Rami Ismail (co-fondatore di Vlambeer, assistenza per lo sviluppo dei videogiochi indie)[25]

### Premio alla carriera
Il "Premio alla carriera" onora l'opera di uno sviluppatore che ha avuto una grande influenza sui videogiochi e sul loro sviluppo.
- 2000: Will Wright (Sim)
- 2001: Yūji Naka (Sonic the Hedgehog)
- 2002: Gunpei Yokoi (1941–1997) (Game Boy, serie Super Mario Land, Metroid)
- 2003: Mark Cerny (Crash Bandicoot e Spyro the Dragon)
- 2004: Eugene Jarvis (Defender e Robotron: 2084)
- 2005: Richard Garriott (Ultima)
- 2006: Shigeru Miyamoto (creatore delle serie di Mario, Donkey Kong e The Legend of Zelda)
- 2007: Sid Meier (serie di Civilization e molti altri simulatori)
- 2008: Hideo Kojima (Metal Gear)
- 2009: John Carmack (Doom)
- 2010: Peter Molyneux (God game)
- 2011: Warren Spector (Deus Ex, System Shock, Thief: The Dark Project)
- 2012: Ray Muzyka and Greg Zeschuk (BioWare)
- 2013: Ken Kutaragi
- 2014: Hironobu Sakaguchi (Final Fantasy)
- 2015: Todd Howard (The Elder Scrolls, Fallout)
- 2016: Tim Sweeney (Epic Games founder)[31]
- 2017: Tim Schafer (sviluppatore per LucasArts adventure games, fondatore di Double Fine Productions)[25]
- 2018: Amy Hennig (autrice di videogiochi/direttrice creativa, nota per la serie Uncharted)[23]

## Premi non più assegnati
I seguenti premi non sono più assegnati o sono stati rimpiazzati da un premio differente. Nota: L'anno nella lista corrisponde all'anno a cui fa riferimento il premio (ad esempio: l'anno di uscita del gioco vincitore). La cerimonia di premiazione è solitamente tenuta all'inizio dell'anno successivo.

### Miglior gioco scaricabile
Premia il miglior gioco pubblicato per personal computer o console, specificatamente commercializzato solo in download, con un'enfasi su giochi di piccola dimensione e più "casual".
- 2007: flOw
- 2008: World of Goo
- 2009: Flower
- 2011: Minecraft
- 2012: Bastion
- 2013: Journey
- 2014: Papers, Please

### Character Design
Il "Character Design award" premia l'eccellenza globale per il progetto di personaggi non licenziati in un gioco, inclusa l'originalità, l'arco narrativo del personaggio e la profondità emotiva.
- 2004: Half-Life 2
- 2005: Shadow of the Colossus
- 2006: Ōkami

### Excellence in Level Design
- 2000: American McGee's Alice
- 2001: ICO
- 2002: Metroid Prime

### Excellence in Programming
- 2000: The Sims
- 2001: Black and White
- 2002: Neverwinter Nights
- 2003: Prince of Persia: The Sands of Time

### IGDA Award for Community Contribution
Premio che riconosceva gli sforzi degli sviluppatori nel "costruire community, condividere conoscenze, parlare per conto degli sviluppatori e/o contribuire alla forma d'arte dello sviluppo dei videogiochi". È stato rimpiazzato dall'"Ambassador Award" dopo il 2007.
- 2000: John Carmack
- 2001: Jeff Lander
- 2002: Doug Church (Eidos Interactive)
- 2003: Ray Muzyka e Greg Zeschuk
- 2004: Sheri Graner Ray
- 2005: Chris Hecker
- 2006: George Sanger

### Original Game Character of the Year
- 2000: Seaman (da Seaman)
- 2001: Daxter (da Jak and Daxter: The Precursor Legacy)
- 2002: Sly Cooper (da Sly Raccoon)
- 2003: HK-47 (da Star Wars: Knights of the Old Republic)

### Maverick Award
Il "Maverick award" premiava i risultati di uno sviluppatore che aveva mostrato di saper pensare ed agire in modo indipendente, sperimentando forme di videogioco alternative o emergenti.
- 2003: Brian Fiete, Jason Kapalka e John Vechey (PopCap Games)
- 2004: Matt Adams, Ju Row Farr e Nick Tandavanitj (Blast Theory)
- 2005: Mike Dornbrook, Eran Egozy, Greg LoPiccolo e Alex Rigopulos (Harmonix Music Systems)
- 2006: Greg Costikyan

### Best New Social/Online Game
- 2009: FarmVille